# 伊万·加西亚 (跳水运动员)
伊万·加西亚（西班牙語：Iván García，1993年10月25日—），墨西哥男子跳水運動員。

## 簡歷
2012年，伊万·加西亚代表墨西哥參加英國倫敦舉行的奥林匹克运动会跳水比賽，與赫尔曼·桑切斯搭檔出戰男子雙人10米跳台賽事，最終獲得銀牌。
2021年跳水世界盃於日本東京舉行，加西亞和搭檔兰达尔·维拉尔斯在雙人10公尺跳台比賽中獲得銀牌。